# Приам
Приам (на гръцки: Πρίαμος) в древногръцката митология е последният цар на Троя.
Той е най-младият син на Лаомедонт. Приам има няколко съпруги, първата от които е Хекуба. Баща е на 50 сина и 12 дъщери, от които 19 са деца на Приам и Хекуба. Най-известни от децата на Приам са Хектор, Деифоб, Троил, Парис, пророчицата Касандра, гадателят Хелен, Есак, Полидор и Поликсена. Най-големият му син е Есак и е от Арисбе. Той умира преди началото на Троянската война. Най-малкият син е Полидор.
Приам първоначално се наричал Подарк. Когато Херакъл убил Лаомедонт и неговите синове, отмъщавайки му за измамата, той позволил на дъщерята на Лаомедонт Хезиона да остави при себе си един от своите братя. Хезиона избрала най-малкия, който носел името Подарк. Херакъл се съгласил да му дари свободата при условие, че Хезиона го откупи от робството. Хезиона дала за брат си своето покривало, след което Херакъл оставил юношата да царува в Троя под името Приам (от гръцкия глагол priasthai – „купувам“, оттам и Приам означава „откупен“).
В нощта на падането на Троя Приам искал да се въоръжи и да влезе в бой, но Хекуба го уговорила да търси спасение пред домашния олтар на Зевс. Там го и намерил и безжалостно убил Ахиловият син Неоптолем.

## В киното
Питър О'Тул играе ролята на Приам във филма от 2004 г. Троя. Представен е като добър цар и баща, който противно на легендата, е убит от Агамемнон към края на филма.

## Съкровището на Приам
През 1871 г. в т.нар. Троя II Хайнрих Шлиман открива съкровище, което нарича „Съкровището на Приам“. Колекцията е разделена през 1880 г.